# Rosa Julieta Montaño Salvatierra
Julieta Montaño (sinh 16 tháng 8 năm 1946) là một luật sư, người bảo vệ nhân quyền, nhà hoạt động vì quyền của phụ nữ, nhà văn nữ quyền người Bolivian. Bà nhận được Giải quốc tế cho Phụ nữ dũng cảm năm 2015 của Bộ Ngoại giao Hoa kỳ.

## Đầu đời
Rosa Julieta Montaño Salvatierra sinh năm 1946 tại Quillacollo, Cochabamba, Bolivia. Bà hoàn thành chương trình học cơ bản, nhận bằng Cử nhân về Nhân văn từ Đại học San Simón
vào năm 1965, và hoàn thành Bằng Luật tại đây năm 1972. Montaño lấy được bằng Thạc sĩ về nhân quyền và khoa học chính trị tại Đại học San Simón
và Đại học Huelva, Huelva, Tây Ban Nha . Sau đó cô học lên tiến sĩ nhân quyền tại Đại học Pablo de Olavide ở Seville, Tây Ban Nha.

## Hoạt động
Montaño từng là Phó Chủ tịch Hội Quyền con người của Bolivia và là Thị trưởng thành phố Cochabamba, Bolivia. Từ năm 1997 đến năm 2002, bà phục vụ trong Hạ viện đại diện cho Cochabamba.
Năm 1981, trong cuộc đảo chính Bolivia Cocaine Coup, Julieta Montaño, bà lúc bấy giờ đang đứng đầu Liên minh Union de Mujeres de Bolivia(UMBO) (Liên minh Phụ nữ Bolivia) bị quản thúc tại gia. Vào ngày 4 tháng 8 năm 1981 chế độ độc tài chấm dứt  , Montaño trở lại công việc của mình.
Ngày 11 tháng 4 năm 1985 Montaño thành lập văn phòng Oficina Jurídica para la Mujer (OJM) (Văn phòng Pháp lý cho Phụ nữ) để thúc đẩy quyền của phụ nữ và hướng tới mục tiêu loại bỏ và bảo vệ phụ nữ khỏi bị bạo hành và bóc lột tình dục. Thông qua giáo dục và các chính sách công cũng như hỗ trợ xã hội, tâm lý và pháp lý, tổ chức thúc đẩy bình đẳng giới. Kể từ khi thành lập, tổ chức đã hỗ trợ pháp lý về vấn đề hiếp dâm, quấy rối tình dục và bạo hành gia đình cho hơn 30.000 phụ nữ và làm việc với cơ quan lập pháp Bolivia trong việc soạn thảo luật để bảo vệ phụ nữ khỏi những vấn đề này. Vào năm 2013, Chính phủ Bolivia đã thông qua một quy định răn đe với bản án tối đa là ba mươi năm mà không có khả năng tạm tha cho các tội trên. Đây là hình phạt nghiêm khắc nhất được phép theo luật pháp của Bolivia.
Mặc dù bị tạm giam dưới chế độ độc tài Bolivia, nhưng Montaño ngày đêm làm việc để thay đổi những chính sách công. Theo Bộ Ngoại giao Hoa Kỳ, cô đã có "ảnh hưởng gần như tất cả luật pháp nâng cao quyền của phụ nữ trong suốt 30 năm qua" ở Bolivia.